# Уинамак (Индиана)
Уинамак (англ. Winamac) — город и административный центр округа Пьюласки в штате Индиана в Соединённых Штатах Америки.
Согласно данным переписи населения США 2020 года число жителей города 
составляло 2318 человек, что, для такого небольшого населённого пункта, существенно меньше, чем было во время предыдущей переписи проводившейся в 2010 году (2490 человек).

## История
Название города произошло от слова на языке племени потаватоми, буквально означающего «сом». Уинамак был выбран в качестве окружного центра в 1839 году. Статус города Уинамак получил в 1868 году.
Несколько архитектурных объектов города включены в Национальный реестр исторических мест США.

## География
Согласно данным Бюро переписи населения США, общая площадь города Уинамака составляет 1,36 квадратных мили (3,52 км2), вся эта территория представляет собой сушу.